# 소노에촌
소노에촌(園江村)은 이시카와현 노미군에 있던 촌이다.

## 역사
- 1889년 4월 1일 - 정촌제 시행에 의해 5촌의 구역을 가지고 시라키촌이 성립하였다.
- 1891년 11월 21일 - 오아자 사사키 구역이 오키스기촌에 편입해, 동일 소노에촌으로 개칭되었다.
- 1907년 8월 5일 - 소노에촌, 오키스기촌, 지하리촌이 합병해 시라에촌이 되었다.

## 참고문헌
- 角川日本地名大辞典 17 石川県